# Hollow Knight
Hollow Knight ist ein Computerspiel aus dem Metroidvania-Genre, welches von Team Cherry entwickelt und 2017 für Microsoft Windows, Linux und macOS und 2018 für Xbox One, PlayStation 4 und Nintendo Switch veröffentlicht wurde. Die Entwicklung wurde hauptsächlich durch die Crowdfundingplattform Kickstarter finanziert.

## Inhalt

### Haupthandlung
Die Welt von Hollow Knight wird von sprechenden, intelligenten und teils aufrecht gehenden Insekten (vornehmlich von Käfern aus der Familie der Schröter), von Bienen, Spinnen und von Schnecken unterschiedlichster Art bevölkert. Verschiedene Gattungen leben dabei Tür an Tür in Gesellschaften und Clans mit teils komplexen Hierarchien. Zwischen diesen Völkern bestehen Freundschaften wie Feindschaften. Die Bewohner leben allesamt in Höhlen oder unterirdisch und es herrscht ewiges Dämmerlicht.
Hollow Knight erzählt im Grunde die klassische Geschichte vom Kampf zwischen Licht und Dunkelheit, bei der allerdings weder das Licht noch die Dunkelheit wirklich gut oder böse sind. Handlungsort ist ein gefallenes Königreich namens Heilandsnest, das vor langer Zeit von einer Seuche in Gestalt eines parasitären Schleimpilzes heimgesucht und nahezu vollständig ausgerottet wurde. Die Seuche macht den Infizierten zwar körperlich sehr viel stärker, raubt aber gleichzeitig den Verstand und lässt den Betroffenen verrohen und verdummen, sodass die meisten Bewohner von Heilandsnest inzwischen nur noch wie willenlose Puppen umherstreunen und Nichtinfizierte angreifen. Der Bleiche König, ein göttliches Wesen, und seine Weisen versuchten vergeblich, ein Heilmittel gegen die Seuche zu entwickeln, doch nichts schien zu helfen. Bald war die Verzweiflung so groß, dass man zu unmoralischen und unethischen Methoden griff: Man experimentierte mit Seelenenergie sterbender Individuen, doch der damit beauftragte Seelenmeister wurde wahnsinnig ob seiner Macht und blieb von der Seuche ebenfalls nicht verschont.
Also erschuf der König zusammen mit der Weißen Dame mehrere so genannte „Gefäße“. Diese wurden mit einer dunklen Substanz, genannt „Leere“, ausgehöhlt. So hoffte man, dass die Seuche nicht von ihr Besitz ergreifen könnte. Ein Gefäß, der Hollow Knight („Hohler Ritter“), schien „rein“, bzw. willenlos genug, um die Seuche aufzunehmen und gefangen halten zu können. Die restlichen Gefäße wurden als fehlgeschlagene Experimente im Abgrund (ein Ort in der Nähe des Palastes) zurückgelassen. Der König ließ einen Leuchtturm im Abgrund errichten, um die Leere unter Kontrolle zu halten, und versiegelte den Eingang zum Abgrund. Der König und die Weiße Dame schämten sich für ihre Tat, sahen aber keinen anderen Ausweg.
Der Hollow Knight wuchs heran und wurde von seinem Vater trainiert. Schließlich opferte sich der Hollow Knight, nahm die Seuche in sich auf und ließ sich in einem großen schwarzen Ei versiegeln, um dem Wunsch seines Vaters gerecht zu werden. Drei Wesen ließen sich freiwillig in einen ewigen Schlaf versetzen, um den Hollow Knight zu schützen. Herrah, die Bestie verlangte als Gegenleistung ein Kind vom König und gebar Hornet. Damit war die Seuche eine Zeit lang gebannt, aber es stellte sich heraus, dass der Hollow Knight doch nicht so ein reines Gefäß war wie angenommen. So breitete sich die Seuche langsam weiter aus. Der König floh mit seinem Palast in eine Traumwelt und verstarb, das Königreich zerfiel alsbald und liegt seitdem in Ruinen. Hornet blieb übrig als Wächterin über die Ruinen.
An dieser Stelle setzt das Spiel an. Der Spieler schlüpft in die Rolle eines Gefäßes, das mit ausgelöschtem Gedächtnis nach Heilandsnest zurückkehrt, gerufen vom Schwarzen Ei, in welchem die Seuche vollständig auszubrechen droht. Verursacher der Krankheit ist die Göttin der Motten namens Radiance (in der deutschen Ausgabe Das vergessene Licht genannt), die mit ihrem Strahlen die Bewohner zu verblenden versuchte. Vor der Ankunft des Königs hatte Radiance sich vom Mottenstamm, den sie aus ihrem Licht erschuf, verehren lassen. Als der König die Oberhand gewann und die Bewohner von Heilandsnest zivilisierte, wendete sich der Mottenstamm von ihr ab und sie geriet in Vergessenheit. Doch Radiance beschloss, die Heilandsnestler wieder in ihre Gewalt zu bekommen.
Der Protagonist erweckt das Interesse von Hornet, die ihn zunächst als Bedrohung und später, als er seine Stärke unter Beweis gestellt hat, als möglichen Ersatz für den Hollow Knight sieht. Indem der Protagonist ein zweites Mal gegen Hornet kämpft, erhält er Zugang zu seinem Geburtsort. Wenn er sich dorthin begibt, erlangt er die Kontrolle über die Leere. Hornet wird den Protagonisten fortan beim Kampf gegen den Hollow Knight begleiten und ihm ermöglichen, die im Gefäß gefangene Radiance selbst herauszufordern.

### Enden
Hollow Knight bietet zunächst drei konventionelle verschiedene Enden an. Das erste Ende, schlicht „Hollow Knight“ genannt, erzählt, wie der Held den Hollow Knight befreit, besiegt, die Seuche in sich aufnimmt und daraufhin selbst im schwarzen Ei versiegelt wird. Das zweite Ende, „Versiegelte Geschwister“ genannt, ist ähnlich, nur dass der Held mit Hornet gemeinsam im Ei eingeschlossen wird. Das dritte Ende, „Das Ende eines Traumes“ genannt und gemeinhin als „Gutes Ende“ wahrgenommen, kann nur freigeschaltet werden, wenn Radiance besiegt wurde. Der Held besiegt gemeinsam mit dem Hollow Knight die Mottenkönigin, die daraufhin von der Dunkelheit verzehrt wird und mit dieser verschmilzt. Die Seuche ist gebannt und die Seelen der gefallenen „Gefäße“ finden ihren Frieden. In einem schwer erspielbaren, vierten Spezialende besiegt der Held das "Pantheon von Heilandsnest" und vereinigt sich mit der Leere. Er besiegt anschließend "Absolute Radiance" (eine stärkere Variante von Radiance). Man sieht, wie der mit der Leere vereinigte Knight auch die Götterstatue in die Leere reißt, woraufhin die Statue in der "richtigen Welt" explodiert. Hat man vor dem Besiegen des Pantheon von Heilandsnest der Götterstatue die "Zierliche Blume" gegeben, sieht man, wie jene die Explosion verhindert und dabei ein Blatt verliert.

### Charaktere
- Der Knight: ist der Protagonist des Spiels. Er ist klein, stämmig und hat ein weißes Gesicht mit großen, schwarzen und leeren Augen. Er ist in einen aschegrauen Mantel gehüllt und trägt einen großen Nagel als Waffe bei sich. Der Knight ist das Kind der Weißen Lady und des Bleichen Königs und damit strenggenommen ein Prinz. Er ist eine Hülle, die mit Leere gefüllt wurde. Wie er und die anderen Gefäße den versiegelten Abgrund verlassen konnten, ist ungewiss.

- Hornet: ist ein nichtspielbarer Käfer. Sie ist schlank und deutlich größer als der Held. Sie trägt einen roten Mantel und benutzt Nadel und Faden als Waffe. Hornet ist die uneheliche Tochter des Königs und Herrah der Bestie. Zunächst stellt sie sich dem Helden entgegen, wird jedoch besiegt und greift später im Endkampf zu Gunsten des Helden ein. Sie wollte Heilandsnest beschützen, indem sie jeden vertreibt, der versucht, das schwarze Ei zu öffnen. Sie erkennt selbst erst später, wer der Held wirklich ist und dass der Hollow Knight besiegt werden muss.

- Cornifer: ist ein wichtiger, nichtspielbarer Charakter und ein Rüsselkäfer. Er trägt eine Brille und summt unablässig vor sich hin. Cornifer lebt mit seiner Frau Iselda in dem Dörfchen Mistmund und ist von Beruf Kartograf. Von ihm kann man Karten von bestimmten Regionen erwerben – wenn man ihn im unterirdischen Labyrinth von Heilandsnest denn findet. Cornifer reist nämlich selbst ständig umher, während Iselda einen kleinen Laden führt.

- Myla: ist ein nichtspielbarer Charakter und ein weiblicher Teppichkäfer. Wie ihre Artgenossen auch, ist sie ein Bergarbeiter und trägt stets einen Minenschutzhelm. Man begegnet ihr im Inneren einer Kristallmine nahe dem Eingang. Auch wenn sie auf den Spielverlauf selbst keinen direkten Einfluss hat, ist ihre Rolle entscheidend bei der Beobachtung der Auswirkungen der Seuche. Bei der ersten Begegnung ist sie kerngesund und singt während ihrer Arbeit fröhlich ein Liedchen. Im späteren Verlauf des Spiels kann der Spieler sie regelmäßig erneut ansprechen. Dabei verändert sich Mylas Verhalten dramatisch: Zunächst lässt ihr Sprachvermögen deutlich nach und sie klingt wirr. Anschließend leuchten ihre Augen seltsam orange (in Hollow Knight das Erkennungsmerkmal von Infizierten) und sie spricht kein Wort mehr. Bei der letzten Begegnung greift sie den Protagonist mit ihrer Spitzhacke an und der Spieler ist dazu gezwungen, die arme Myla zu erschlagen.

- Hollow Knight: ist der unfreiwillige Antagonist und Endgegner des Spiels. Eigentlich ist seine Rolle eher neutral, allerdings muss er besiegt werden, wenn das Spiel erfolgreich abgeschlossen werden soll. Der Hollow Knight ist ein Gefäß wie der Knight und wurde vom König für besonders „hohl“ empfunden. Er hat kein Herz, keine Seele und kaum einen eigenen Willen. Sein einziger Wille, dem König ein guter Sohn zu sein, wird dem Königreich zum Verhängnis. Seine Aufgabe und Daseinsberechtigung bestand darin, Radiance und die Seuche in sich aufzunehmen und sich anschließend im schwarzen Ei versiegeln zu lassen. Als der Hollow Knight befreit wird, verletzt er sich selbst im späteren Verlauf des Kampfes. Dies dient entweder dem Zweck, dem Knight zu helfen, oder es ist ein kläglicher Versuch, die Seuche aus seinem Körper zu vertreiben.

- Radiance: ist die eigentliche Antagonistin des Spiels. Ihr Aussehen gleicht dem einer Artace-Motte. Vor vielen, vielen Jahren hatte sie über Heilandsnest geherrscht, indem sie die Bewohner im wahrsten Sinne des Wortes verblendete und ihrer Willenskraft beraubte. Ihr eigenes Volk, das Mottenvolk, sowie einige Heilandsnestler beteten sie und ihre hypnotischen Strahlen wie eine Göttin an. Der König von Heilandsnest weckte die Bewohner auf und zivilisierte sie. Unter seiner Herrschaft entstand ein neues Reich voller Wunder, Technik und Magie. Radiance musste mit ansehen, wie sich die Bewohner von ihr abwendeten und sie mehr und mehr vergaßen. Selbst ihr eigenes Volk begann, ihre Methoden zu hinterfragen und sich von ihr loszusagen. Gekränkt und von Neid erfüllt beschloss Radiance zunächst, die Bewohner wieder auf ihre Seite zu ziehen, indem sie sich in deren Träume schlich und diese verwirrte und manipulierte. Die, die versuchten sich dem zu widersetzen, machten es nur noch schlimmer: Sie haben deutlich sichtbare Blasen eines parasitären Schleimpilzes am Körper statt lediglich orange Augen. Dass die Bewohner durch die Seuche sterben und sich gegenseitig umbringen würden, schien allerdings nicht geplant gewesen zu sein.

## Spielmechanik
Hollow Knight wird im Einzelspielermodus gespielt. Die Grafik ist zweidimensional gehalten und fällt durch ihre stimmungsvollen Farbtöne auf. Der Protagonist kann per Controller und Tastatur gesteuert werden.
Das Spiel bietet eine äußerst umfangreiche Weltkarte an, die aus verschiedenen Regionen zusammengesetzt ist. Jede Region weist eigene Dungeons mit oft exotisch anmutenden Landschaften auf. Dabei handelt es sich bei den einzelnen Dungeons fast ausnahmslos um Höhlen und Kammern, die durch ein gewaltiges und komplexes Labyrinth aus Tunneln und Gängen miteinander verbunden sind. Weil es viele Sackgassen und Kreuzungen gibt, kann der Spieler schnell Überblick und Orientierung verlieren. Viele Dungeons weisen Geheimgänge auf, die meistens hinter fragilen Höhlenwänden versteckt sind. Andere Dungeons zeichnen sich durch besonders knifflige Kletter- und Sprungpassagen aus. Manche Gebiete sind so dunkel, dass der Spieler eine Laterne braucht, um durch das Terrain navigieren zu können. In allen Dungeons wimmelt es von gegnerischen Insekten, die wiedererscheinen („respawnen“), wenn der Spieler eine Sitzbank genutzt hat. Manche Gegner respawnen auch dann, wenn das betreffende Gebiet verlassen und wieder betreten wurde. Es können jedoch Transportmittel wie ein Hirschkäfer und eine Gondelbahn genutzt werden, im späteren Spielverlauf kann der Spieler einen Teleportationszauber einsetzen.
In jeder Region sind gusseiserne Sitzbänke verteilt, auf denen der Protagonist Rast machen und sich erholen kann. Gleichzeitig können die Bänke dazu genutzt werden, die Karte von Heilandsnest zu aktualisieren und gewisse Talismane einzusetzen und auszutauschen. Die Lebensenergie der Spielfigur wird durch kleine, weiße Maskensymbole dargestellt. Im Verlauf des Spiels besteht die Möglichkeit, durch das Sammeln oder Kaufen von Maskenfragmenten zusätzliche Masken zu erhalten und so die Lebenspunktezahl zu erhöhen. Erleidet die Figur einen gegnerischen Treffer, zerbricht eine Maske, sind alle Masken zerbrochen, stirbt die Spielfigur und wird auf der zuletzt genutzten Sitzbank wiederbelebt. Man kann aber auch Leben verlieren, wenn die Spielfigur beispielsweise an Dornen oder spitzen Kristallen hängenbleibt (bzw. in sie hineinfällt). In manchen Dungeons muss der Spieler den Helden deshalb besonders behutsam durch die Gänge und Kammern manövrieren. Auch gewisse Sprünge von Vorsprung zu Vorsprung erfordern nicht selten viel Geduld und große Geschicklichkeit.
Des Weiteren besitzt die Hauptfigur ein kugelrundes Seelengefäß. Dieses ist im gesunden Zustand randvoll mit weißer Seelensubstanz gefüllt. Mit dieser kann sich der Held jederzeit selbst heilen, bis das Gefäß leer ist. Es werden drei Möglichkeiten angeboten, wie der Spieler das Seelengefäß wieder auffüllen kann: die erste Möglichkeit ist das Angreifen gegnerischer Insekten mittels der Waffe. Mit jedem Treffer wird ein bisschen Seelenenergie eingefangen. Die zweite Möglichkeit ist das Aufspüren von sogenannten Seelenstatuen, gegen die man mit der Waffe schlägt. Und die dritte Möglichkeit ist der Besuch von heißen Thermen. Der Protagonist kann seine Seelenenergie aber auch dazu nutzen, Gegner mit einem plötzlichen Energiestoß anzugreifen. Natürlich wird auch hierdurch das Seelengefäß geleert.
Stirbt die Spielfigur, bildet sich ein Sprung im Seelengefäß und der schwärzliche Geist des Helden verbleibt am Sterbeort. Diesen sollte der Spieler unbedingt durch kurzes Bekämpfen wieder einfangen, da sonst das Seelengefäß nicht vollständig wieder aufgefüllt werden kann und auch das bisher gesammelte Geld verloren geht. Die Währung in Hollow Knight heißt „Geo“ und die Münzen sehen aus wie kleine Broschen. Der Spieler kann auf drei Weisen Geld sammeln: durch das Besiegen von Gegnern, das Abernten von Geo-Minen oder durch das Verkaufen von bestimmten Artefakten. Eine bestimmte Sidequest bietet Geld als Belohnung an.
In Hollow Knight kann die Spielfigur mit magischen Talismanen ausgerüstet werden. Jeder Talisman hat eine eigene, spezielle Eigenschaft, die dem Träger besondere Kräfte oder Fähigkeiten verleiht. So gibt es Talismane, welche den Träger spezielle Sonderformen von Lebensenergie anbieten, ihn schneller machen oder höhere und weitere Sprünge erlauben. Andere Talismane erhöhen Angriffskraft und Reichweite, wieder andere verleihen besonderen Schutz gegen gegnerische Attacken. Und dann gibt es noch Talismane, mit deren Hilfe kleine Kreaturen wie Spinnen und Bienen heraufbeschworen werden können.

## Rezeption
Hollow Knight wurde von der Fachpresse sehr positiv aufgenommen. Auf der Website Metacritic, die Bewertungen aggregiert, hält die PC-Version einen Metascore von 87 und die Nintendo-Switch-Version einen Metascore von 90 von insgesamt 100 möglichen Punkten. Bei einem Test von 4Players konnte das Spiel eine Wertung von 89 von 100 möglichen Punkten erzielen. Von GameStar erhielt das Spiel die Auszeichnung „Gold“ und einen Stern für besonderen Umfang.

### Auszeichnungen
| Jahr | Auszeichnung                                          | Kategorie                             | Resultat  | Beleg         |
| ---- | ----------------------------------------------------- | ------------------------------------- | --------- | ------------- |
| 2017 | SXSW Gamer's Voice Awards 2017                        | Gamer's Voice (Single Player)         | nominiert | [ 7 ]         |
| 2017 | The Game Awards 2017                                  | Best Debut Indie Game                 | nominiert | [ 8 ]         |
| 2018 | Game Developers Choice Awards                         | Best Debut (Team Cherry)              | nominiert | [ 9 ] [ 10 ]  |
| 2018 | 14th British Academy Games Awards                     | Debut Game                            | nominiert | [ 11 ] [ 12 ] |
| 2018 | Golden Joystick Awards                                | Nintendo Game of the Year             | nominiert | [ 13 ] [ 14 ] |
| 2018 | Australian Games Awards                               | Independent Game of the Year          | gewonnen  | [ 15 ]        |
| 2018 | Australian Games Awards                               | Australian Developed Game of the Year | gewonnen  | [ 15 ]        |
| 2019 | National Academy of Video Game Trade Reviewers Awards | Art Direction, Fantasy                | nominiert | [ 16 ] [ 17 ] |
| 2019 | National Academy of Video Game Trade Reviewers Awards | Character Design                      | nominiert | [ 16 ] [ 17 ] |
| 2019 | National Academy of Video Game Trade Reviewers Awards | Design, New IP                        | gewonnen  | [ 16 ] [ 17 ] |
| 2019 | National Academy of Video Game Trade Reviewers Awards | Game, Original Action                 | nominiert | [ 16 ] [ 17 ] |